# Préchac (Alti Pirenei)
Préchac è un comune francese di 249 abitanti situato nel dipartimento degli Alti Pirenei nella regione dell'Occitania.

## Storia

### Simboli
I due corvi sono il simbolo dei visconti di Lavedan. La fascia ondata d'argento rappresenterebbe, secondo Jean Védère, il Gave de Pau e quattro ruscelli suoi affluenti: Aygueberden, Bayet, Ylats e Bastillous.

## Monumenti e luoghi d'interesse

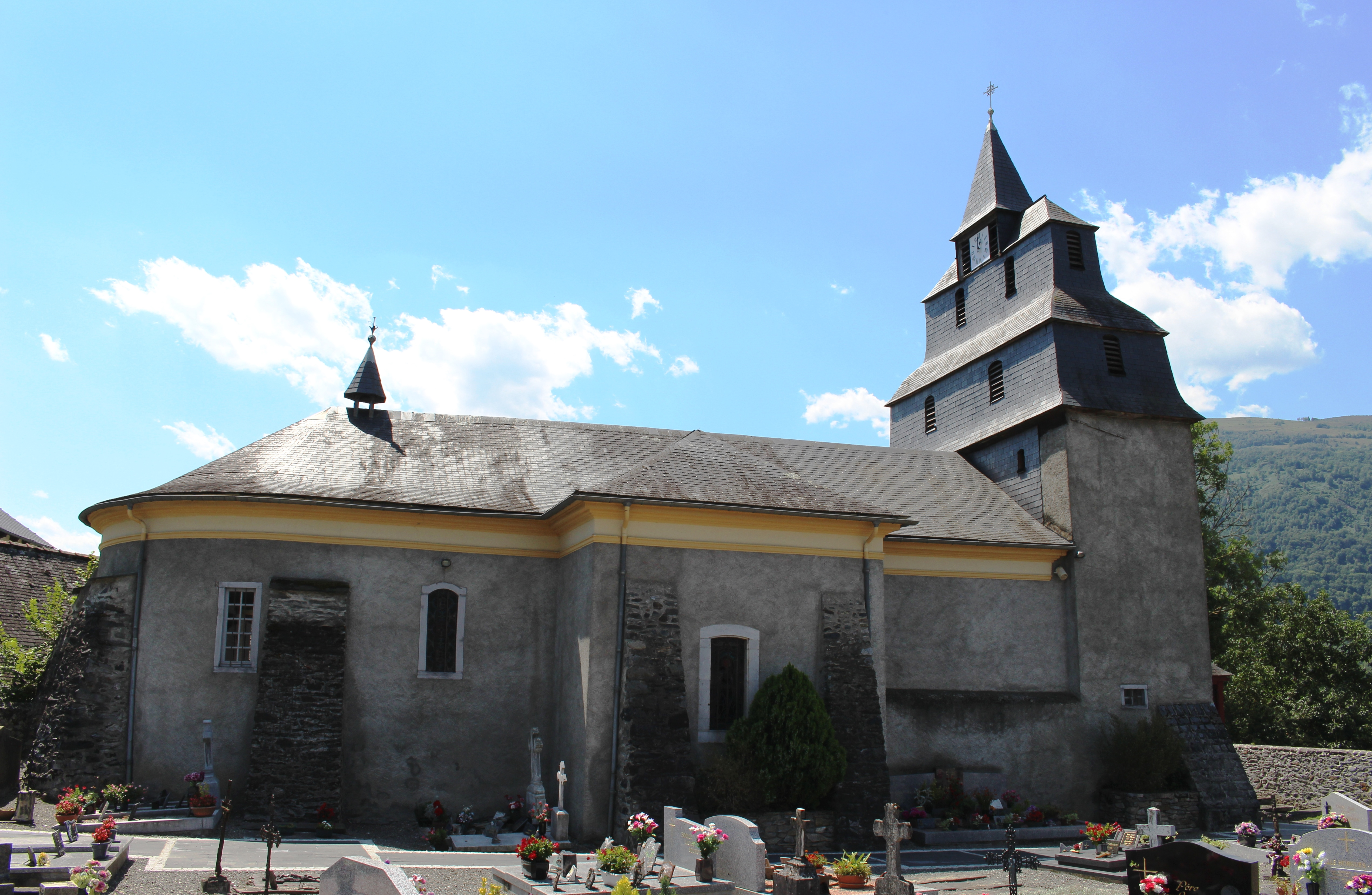
Chiesa di Saint-Sernin

- Chiesa di Saint-Sernin, edificio romanico del 1342, dedicata a san Saturnino, è una delle più antiche del Lavedan. All'epoca dipendeva dall'abbazia di Saint-Savin. Durante il terremoto del 1854, il suo presbiterio fu distrutto e successivamente ricostruito, e vennero creati dei contrafforti per rinforzare l'edificio. Il portico e il campanile furono restaurati nel 1727. All'interno si trovano molti dipinti e sculture.

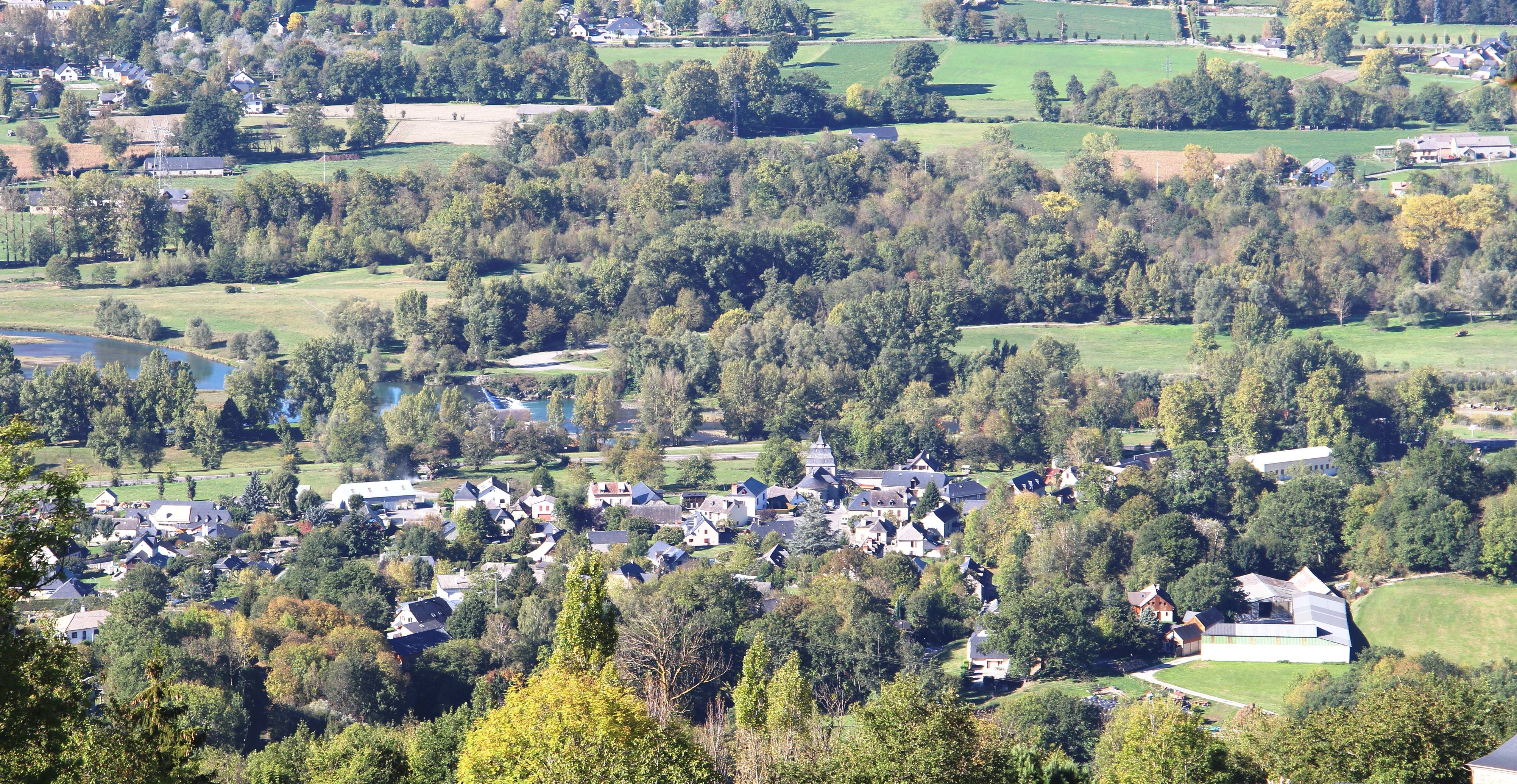
Panorama di Préchac

- I mulini: alcuni sono stati costruiti per macinare i chicchi di grano, mais o orzo, miglio o lino coltivati nei campi vicini per produrre farina, altri erano usati per estrarre olio dalle noci. Erano otto, situati sul torrente Aygue Berden che, scendendo da Hautacam, si snoda attraverso Préchac. Oggi ne rimangono pochi, alcuni sono stati trasformati in abitazioni e altri sono stati distrutti.[3]
- Il Chateau d'Areit, situato sulle alture di Préchac, era una fattoria costruita nel XVIII secolo. Louise d'Estrade d'Esterre la ricevette in eredità dallo zio Bernard d'Estrade de Luz e vi si trasferì con i cinque figli e il marito Pierre Vergez de Bôo, ufficiale del re Luigi XVI e cavaliere dell'Ordine di San Luigi. Trasformò l'edificio in una piccola casa padronale con un cortile interno, una facciata che domina la valle e venne costruito un mulino. L'ex fattoria raggiunse il rango di Château d'Areit. Pierre Vergez fu sindaco di Préchac nel 1790. La costruzione esiste ancora ed è un'abitazione privata.

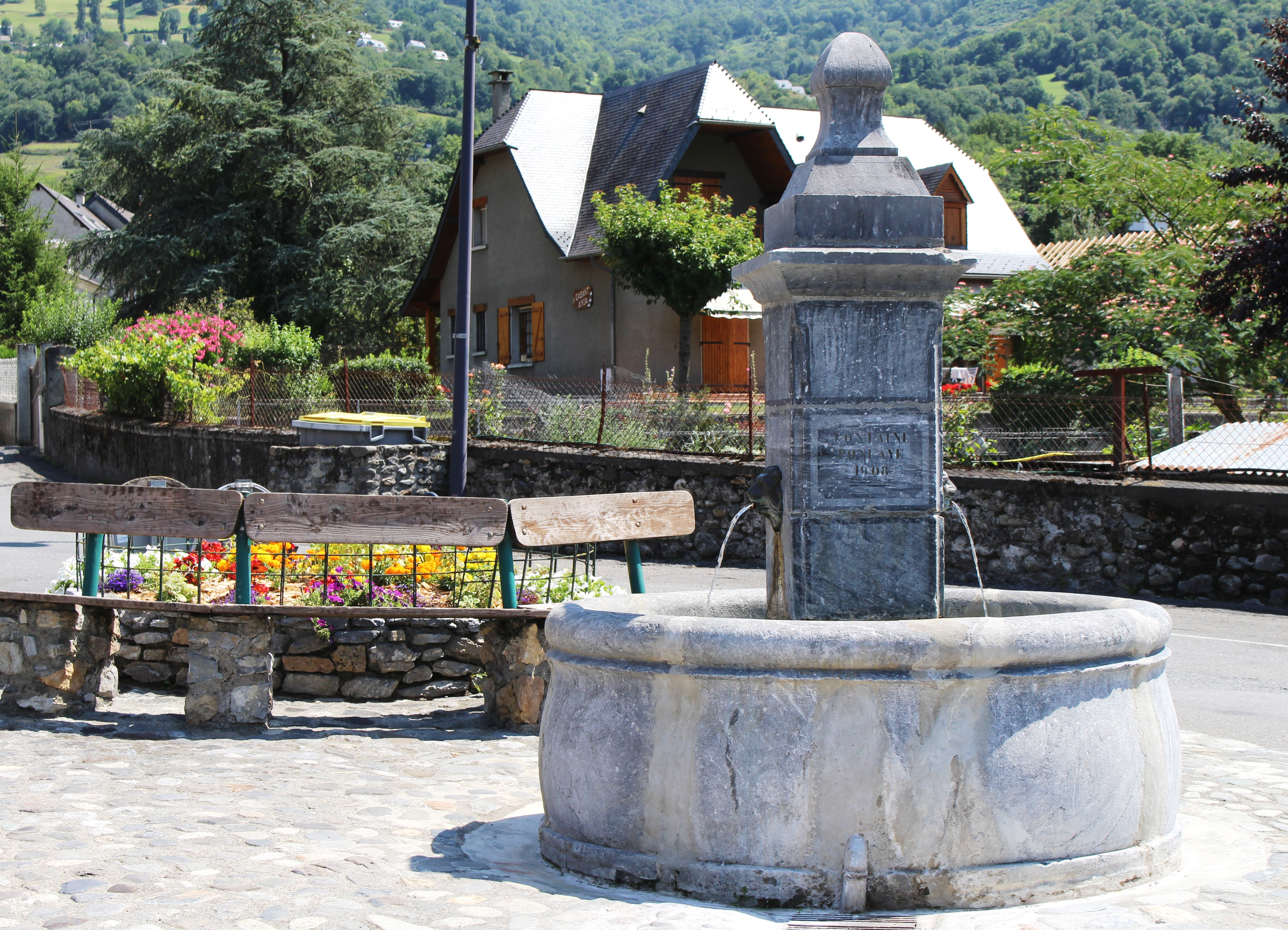
La fontana di Préchac

- La fontana di Ponlaye costruita nel 1908 sul sagrato della chiesa, prese il posto di un calvario ora spostato vicino alla chiesa.

## Società

### Evoluzione demografica
Abitanti censiti